# Untouchable (canción de Girls Aloud)
«Untouchable» —en español: «Intocable» - es una canción interpretada por el grupo de pop británico Girls Aloud de su quinto álbum de estudio Out of Control del 2008. La canción es escrita por Miranda Cooper, Brian Higgins, Tim Powell, Matt Gray y producida por Higgins y Xenomania.

## Video
El vídeo musical de Untouchable fue dirigido por Marco Puig y la posproducción fue hecha por The Mill. El video fue rodado el 18 de marzo del 2009 al oeste de Londres tuvo un total de 16 horas de grabación  Las primeras fotos salieron el 25 de marzo de 2009 donde las chicas lucían unos trajes de "skimpy rubber" que fueron publicadas en diversos diarios en el Reino Unido
El vídeo se estrenó el 25 de marzo de 2009 por 4Music a las 7:00 p. m. GTM y fue posterior mente mostrado en Channel 4. a las 11:05pm además el video fue colocado en las página oficial de girls aloud y en myspace
El vídeo de estilo futurista es inspirado en clásico de Stanley Kubrick 2001: A Space Odyssey Las chicas aparecen en unos trajes de pvc, mientras que viajan en el espacio en unas naves espaciales en forma circular (que se asemejan a meteoritos). Luego de la segunda estrofa se hace énfasis en la palabra "Alert" en rojo, mostrando a las chicas en picada hacia la tierra, terminado en un noticiero dando la noticia de última hora.

## Presentaciones en vivo

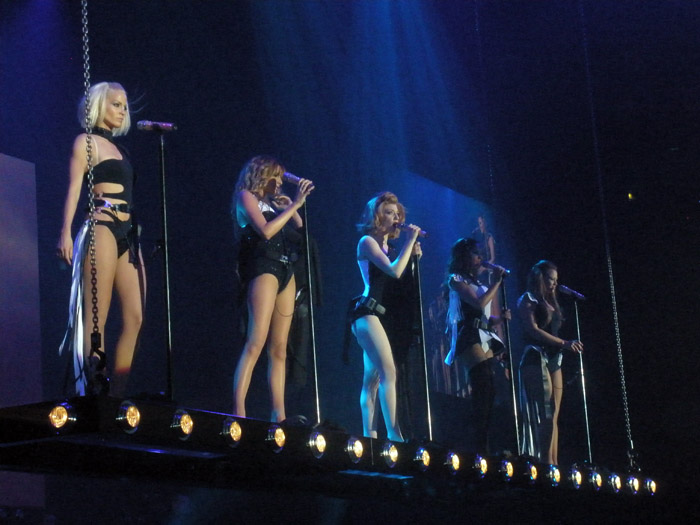

La primera presentación del sencillo fue en la semifinal del reality show Dancing on Ice donde las chicas, entraron suspendidas en el aire por medio de un cable, mientras que ellas interpretaban la canción, dos patinadores sobre el hielo "Torvill y Dean" patinaban alrededor de ellas.
Otra presentación notable del sencillo fue en su gira del 2009  Out of Control Tour. donde en una plataforma suspendida en el aire las chicas pasaban a otra plataforma a la mitad del estadio o arena, además de tener cambio de trajes hecho por el diseñador  Julien MacDonald.

## Formatos
| UK CD 1. "Untouchable" (Radio Mix) — 3:49 2. "It's Your Dynamite" (Girls Aloud, Xenomania) — 4:21 UK 7" picture disc 1. "Untouchable" (Radio Mix) — 3:49 2. "Love Is the Key" (Thriller Jill Mix) — 6:35 Descarga digital 1. "Untouchable" (Radio Mix) — 3:49 2. "Untouchable" (Bimbo Jones Radio Edit) — 3:46 3. "Untouchable" (Bimbo Jones Club Mix) — 6:04 Descarga en iTunes 1. "Untouchable" (Radio Mix) — 3:49 2. "Untouchable" (Album Version Edit) — 3:03 3. "Untouchable" (Bimbo Jones Club Mix) — 6:04 | The Singles Boxset (CD21) 1. "Untouchable" (Radio Mix) — 3:49 2. "It's Your Dynamite" — 4:21 3. "Love Is the Key" (Thriller Jill Mix) — 6:35 4. "Untouchable" (Album Version Edit) — 3:03 5. "Untouchable" (Bimbo Jones Club Mix) — 6:04 6. "Untouchable" (Bimbo Jones Radio Edit) — 3:46 7. "Untouchable" (Bimbo Jones Dub) — 6:02 |

## Posicionamiento en listas
| Listas (2009)                  | posición |
| ------------------------------ | -------- |
| European Hot 100               | 39       |
| Irlanda (IRMA)                 | 19       |
| Reino Unido (UK Singles Chart) | 11       |